# NGC 1339
NGC 1339 é uma galáxia elíptica (E) localizada na direcção da constelação de Fornax. Possui uma declinação de -32° 17' 08" e uma ascensão recta de 3 horas, 28 minutos e 06,5 segundos.
A galáxia NGC 1339 foi descoberta em 18 de Novembro de 1835 por John Herschel.